# Har Hotzvim
Har Hotzvim (en hebreo: הר חוצבים) (transliterado: Har Hotzvim) (en español: la montaña del cantero) es un parque científico de alta tecnología. El parque está ubicado sobre una colina situada al noroeste de Jerusalén. Es la zona principal de la ciudad para las empresas basadas en la ciencia y en la tecnología, entre ellas cabe mencionar a: Intel, Teva, Cisco Systems, RAD Data Communications, Mobileye, Ophir Optronics, Sandvine, Radware, IDT Global, Medtronic, Johnson & Johnson, etc. 
Además de las empresas grandes, el parque también alberga cerca de 100 pimes de alta tecnología, así como una incubadora de empresas. En 2011, el parque industrial de Har Hotzvim ofreció empleo a 10.000 personas.